# Akron (Pennsylvanie)
Pour les articles homonymes, voir Akron.
Akron est un borough situé au nord de la partie centrale du comté de Lancaster, en Pennsylvanie, aux États-Unis,. En 2010, il comptait une population de 3 876 habitants, estimée au 1er juillet 2020 à 4 047 habitants. Le borough est incorporé en 1884.

## Démographie
Lors du recensement de 2010, le borough comptait une population de 3 876 habitants. Elle est estimée, en 2020, à 4 047 habitants.

### Source de la traduction
- (en) Cet article est partiellement ou en totalité issu de l’article de Wikipédia en anglais intitulé « Akron, Pennsylvania » (voir la liste des auteurs).